# Тофиловці
Тофиловці (Тофіловце, пол. Tofiłowce) — село в Польщі, у гміні Дубичі Церковні Гайновського повіту Підляського воєводства. Населення — 135 осіб (2011).

## Історія
Вперше згадується 1576 року як Дубичі. Сучасну назву отримало від імені власника Теофіля (Тофиля) Березовського, який володів селом у другій половині XVII століття.
У 1975—1998 роках село належало до Білостоцького воєводства.

## Демографія
Демографічна структура станом на 31 березня 2011 року:
|          | Загалом | Допрацездатний вік | Працездатний вік | Постпрацездатний вік |
| -------- | ------- | ------------------ | ---------------- | -------------------- |
| Чоловіки | 63      | 8                  | 31               | 24                   |
| Жінки    | 72      | 5                  | 34               | 33                   |
| Разом    | 135     | 13                 | 65               | 57                   |